# Пань Ґен
Пань Ґен (кит. трад.: 盤庚; піньїнь: Pan Geng) — 18-й китайський ван з династії Шан, який правив у 1401—1374 роках до н. е.

## Життєпис
Походив з династії Шан. Був сином володаря Цзу Діна. При народженні отримав ім'я Цзі Сюнь. Близько 1401 року до н. е. після смерті свого брата Ян Цзя отримав шанський трон. За різними джерелами 1400 чи 1388 року до н. е. вирішив перенести столицю з міста Янь, що постійно страждало від паводків, до міста Беймен, яке перейменував на Їнь (сучасний Їньсюй). Імовірно те переселення та розбудова нової столиці відбувались саме за часів правління Пань Ґена. Від назви столиці династія почала називатись Їнь або Шан-Їнь.
За відомостями давніх китайських істориків Пань Ґен відповідально ставився до державних обов'язків, багато зробив для розбудови війська, захисту держави від північних та південних варварів. Водночас при ньому новий поштовх отримало землеробство, а також в окрему галузь відокремилося шовківництво. Своїм спадкоємцем зробив молодшого брата Сяо Сіня.